# ديب ويب (فلم)
ديب ويب (بالإنجليزية: Deep Web) هو فيلم وثائقي صدر سنة 2015 من إخراج أليكس وينتر. يتحدث الفيلم عن موقع سيلك رود ومُؤسسسه روس أولبريخت كما يتناول مواضيع البيتكوين والجريمة المنظمة وتجارة المخدرات في الإنترنت المظلم.
عُرض الفيلم لأول مرة في دورة سنة 2015 من مهرجان ساوث باي ساوث واست، ثم عُرض بعد ذلك في 31 مايو 2015 على قناة إيبيكس.

## روابط خارجية
مقالات تستعمل روابط فنية بلا صلة مع ويكي بيانات